# As Mercenárias
As Mercenárias é um grupo brasileiro de punk rock que surgiu no início dos anos 1980, com as integrantes Sandra Coutinho (baixo), Rosália Munhoz (vocal) e Ana Maria Machado (guitarra) e a adição de Edgard Scandurra na bateria, sendo que este sairia tempos depois dando lugar a baterista Lou.
O grupo tem influências de bandas inglesas como Siouxsie and the Banshees, Joy Division, The Slits e Sex Pistols.
Depois de um hiato musical (resultado de sua dispensa da gravadora EMI sem aviso prévio), o grupo está na ativa, com a integrante da formação original Sandra Coutinho mais as novas integrantes Marianne Crestani (guitarra e back vocal) e Michelle Abu (bateria e vocais).

## História
Em 1982, na cidade de São Paulo, as então estudantes Sandra Coutinho, Rosália e Ana Machado resolveram formar o grupo, entrando na onda do punk que estava gerando bandas reconhecidas no estado, como Inocentes e Ratos de Porão. Edgard Scandurra foi o primeiro baterista do grupo, mas por conta das diversas bandas que tocava (como o Smack e o futuro Ultraje a Rigor e Ira!), ele saiu e no seu lugar entrou a baterista Lou.
Em 1986 foi lançado, após muita insistência, o primeiro LP do grupo, Cadê as Armas?. O disco foi bem recebido na época e a fama do grupo começava a crescer, tendo algumas apresentações gravadas para programas de TV (numa dessas apresentações, no programa Fábrica do Som da TV Cultura, está Scandurra, tocando com o grupo as músicas "Polícia" e "Me Perco"). O debut foi lançado pela loja Baratos Afins, velha conhecida da cena punk paulista e que já tinha outros materiais lançados na época. Faixas como "Me Perco" e "Polícia" são os destaques do álbum, além da faixa "Pânico", que deu origem ao único videoclipe da banda. Em 2016, este álbum foi eleito pela revista Rolling Stone Brasil como o 5º melhor álbum de punk rock do Brasil.
A partir do primeiro álbum, as Mercenárias começam a chamar a atenção de grandes gravadoras, que estavam interessados na música e na presença de palco delas. Por isso, em 1988, foi gravado o segundo álbum do grupo, Trashland, lançado pela EMI. O disco foi um sucesso de público e de crítica, sendo eleito inclusive como o "álbum do ano" pela Revista Bizz. No entanto, a gravadora não fez a divulgação necessária e, para piorar, dispensou o grupo por meio de um telegrama, não dando muitas explicações para tal ato. Logo depois, a banda estava acabada. Rosália, Ana e Lou abandonaram a carreira musical e Sandra resolve morar em Berlim, trabalhando na cena alternativa local.

### Retorno
Em 2005, Sandra Coutinho volta ao Brasil depois de anos morando na Alemanha e decide remontar o grupo junto com a vocalista Rosália, incluindo duas novas integrantes: Geórgia Branco e Pitchu Ferraz. No mesmo ano, é lançado no exterior o CD O Começo do Fim do Mundo (Beginning of the End of the World: Brasilian Post-Punk 1982-85), coletânea com músicas dos dois discos da banda. Pouco tempo depois Rosália sai do grupo, com Sandra assumindo os vocais.
Em 2012, em comemoração as 30 anos do grupo, é feito um show no Centro Cultural da Juventude - CCJ, com a participação dos músicos Edgard Scandurra, Naná Rizzini, Karina Buhr, Maria Alcina, Clemente Nascimento (Inocentes) e Michelle Abu.
Em 2014, a banda se apresenta na Virada Cultural de São Paulo.
Em 2015, entram na banda Silvia Tape (guitarra e vocais) e Michelle Abu (bateria e vocais). Neste mesmo ano, é lançado, internacionalmente, em vinil, a primeira demo tape da banda, pela Nada Nada discos e Dama da Noite.
Em 2017, a banda se apresenta pela primeira vez no Circo Voador, abrindo para a banda Metá Metá.
Em 2021, o jornalista paulistano Lucas Lima promete publicar o livro intitulado "Somos sucesso – A biografia das Mercenárias", concentrada no período que vai de 1982 a 1988.

## Discografia

### Álbuns
- Cadê As Armas? (1986)
- Trashland (1987)

### Coletâneas
- O Começo do Fim do Mundo - Beginning of the End of the World: Brasilian Post-Punk 1982-85, 2005
- Mercenárias - Demo 1983 - (2015)
- Mercenárias - Baú 83-87 - (2018)[2][14]